# Момакс (муниципалитет)
Момакс (исп. Momax)  —   муниципалитет в Мексике, входит в штат Сакатекас. Население 2684 человека.

## История
Город основан в 1857 году .